# Cape Town Stadion
A Cape Town Stadion (afrikaans: Kaapstad-stadion; Xhosza: Inkundla yezemidlalo yaseKapa)  egy többfunkciós labdarúgó és rugby sportlétesítmény Fokvárosban, a Dél-afrikai Köztársaságban. Eredetileg Green Point Stadion lett volna a tervek szerint a neve, ezzel utalva a városban történő elhelyezkedésre. 2009-ben nyitották meg, befogadóképessége 55 000 fő. A 2010-es labdarúgó-világbajnokságra épült, összesen nyolc mérkőzést rendeztek itt. 
2010 és 2021 között a Cape Town Spurs csapatának az otthona volt.

## Események

### 2010-es labdarúgó-világbajnokság
| Dátum            | Pályaválasztó | Eredmény | Vendég        | Forduló      |
| ---------------- | ------------- | -------- | ------------- | ------------ |
| 2010. június 11. | Uruguay       | 0 – 0    | Franciaország | A csoport    |
| 2010. június 14. | Olaszország   | 1 – 1    | Paraguay      | F csoport    |
| 2010. június 18. | Anglia        | 0 – 0    | Algéria       | C csoport    |
| 2010. június 21. | Portugália    | 7 – 0    | Észak-Korea   | G csoport    |
| 2010. június 24. | Kamerun       | 1 – 2    | Hollandia     | C csoport    |
| 2010. június 29. | Spanyolország | 1 – 0    | Portugália    | Nyolcaddöntő |
| 2010. július 3.  | Argentína     | 0 – 4    | Németország   | Negyeddöntő  |
| 2010. július 6.  | Uruguay       | 2 – 3    | Hollandia     | Elődöntő     |